# Langnau im Emmental

Photo aérienne prise à 600 m par Walter Mittelholzer (1927).

Langnau im Emmental est une commune suisse du canton de Berne, située dans l'arrondissement administratif de l'Emmental, dont elle est le chef-lieu. Langnau i.E. est accessible en train depuis Berne (entre 30 et 40 minutes) et depuis Thun (45 minutes) par des trains S-Bahn et RegioExpress.
Le tour de Suisse 2019 y fait l'objet de deux étapes.

## Culture et patrimoine

### Héraldique
| Blason | Blasonnement : De gueules aux trois sapins de sinople tigés d'or hissant de trois coupeaux de sinople |

### Monuments et curiosités
- Église protestante élevée par Abraham Dünz l'Aîné (1673-1676).

## Économie
L'économie est dominée par l'agriculture et la sylviculture, les entreprises de transformation du bois, une usine de production de fromage frais et de fromage fondu, un centre de transformation de la viande avec un abattoir moderne, ainsi que des petites et moyennes entreprises industrielles.

## Personnalité liée à la commune
- Le « médecin des montagnes » Michael Schüppach (1707-1781) y a exercé au XVIIIe siècle et y est mort le 2 mars 1781 (à 73 ans).
- Eduard von Steiger (1881-1962), conseiller fédéral de 1941 à 1951.
- Johanna Böhm (1898-1967), écrivain suisse.
- Ueli Steck (1976-2017), alpiniste.